# レイトンハウス・CG901
レイトンハウス・CG901 (Leyton House CG901) は、レイトンハウスが1990年のF1世界選手権用に開発したフォーミュラ1カー。エイドリアン・ニューウェイとグスタフ・ブルナーによって設計された。1989年にレイトンハウスがマーチを買収し、コンストラクターとして「レイトンハウス」の名を付けた最初のマシン。
5台が製作され、エンジンは3.5リッターV8のジャッドEVを搭載した。シャシーナンバー001はその後シーズン途中でイルモア2175Aに換装された。ドライバーはイヴァン・カペリとマウリシオ・グージェルミン。車名の「CG」は1989年に交通事故で死亡したチームのマネージャー、チェーザレ・ガリボルディに因む。

## 開発
CG901は前年のCG891の後継モデルとして開発された。4月17日から21日に行われたイモラ合同テストでは、89年シーズン終了後からチームがトライしていたアクティブサスペンションを搭載したマシンをイヴァン・カペリがドライブし性能確認が行なわれていた。また、第7戦フランスGPから改良型「CG901B」が投入された。主な変更点は風洞実験から得られた誤ったデータを元にして発生した設計ミスを修正するための空力的アップデートであった。
このマシンも空力を優先した設計で、敏感なピッチとロールのため、サスペンションは非常に堅いセットアップを必要とした。
「タブ」型モノコックはカーボンファイバー製で、ドライバー、フロントサスペンション、燃料タンクが一体となっている。コックピットは非常に小さく窮屈で、タブの外側にはドライバーのかかとが収まるように2つの張り出しが設けられた。コニ製の2ウェイ調節式ダンパーはドライバーの脚の前方に位置した。ダンパーはフロントアップライトからのプッシュロッドによってロッカーを介して作動した。取り外し可能なノーズ部分は下側からボルトで固定され、フロントウィングの上に位置した。
エンジンは、スタッドとナットを経してタブに接合され、十分に強固なメンバーを構成する。冷却システムはニューウェイがF1に関わる以前に開発を担当したインディカーの構造同様に構成された。冷却水システムは右側サイドポッドに収められた水オイル熱交換器を通して二つの大きな冷却器で冷却される。
ギアボックスは、エンジンオイルタンクの下部に形成されたベルハウジングを介してエンジンに取り付けられた。上部はカーボンファイバー製であった。6速縦置きのギアボックスは従来のレイアウトと異なり、セレクタ機構はアセンブリの前面に位置していた。リアサスペンションはフロント同様プッシュロッドで動作し、ロッカー経由で水平に取り付けられたコニ製ダンパーと接続された。
CG901の最も顕著な特徴は空力学的に優れたボディで、何といっても流麗なスタイルを持っていたことであった。Bスペックではフロアーとディフューザーが改良された。エンジンカバーはきわめて小さく、モノコックに沿って非常に狭い形をしていた。
電子制御は主としてザイテック製が使用されたが、シーズンの一部でマレリ製の物も使用されている。

## レース戦績

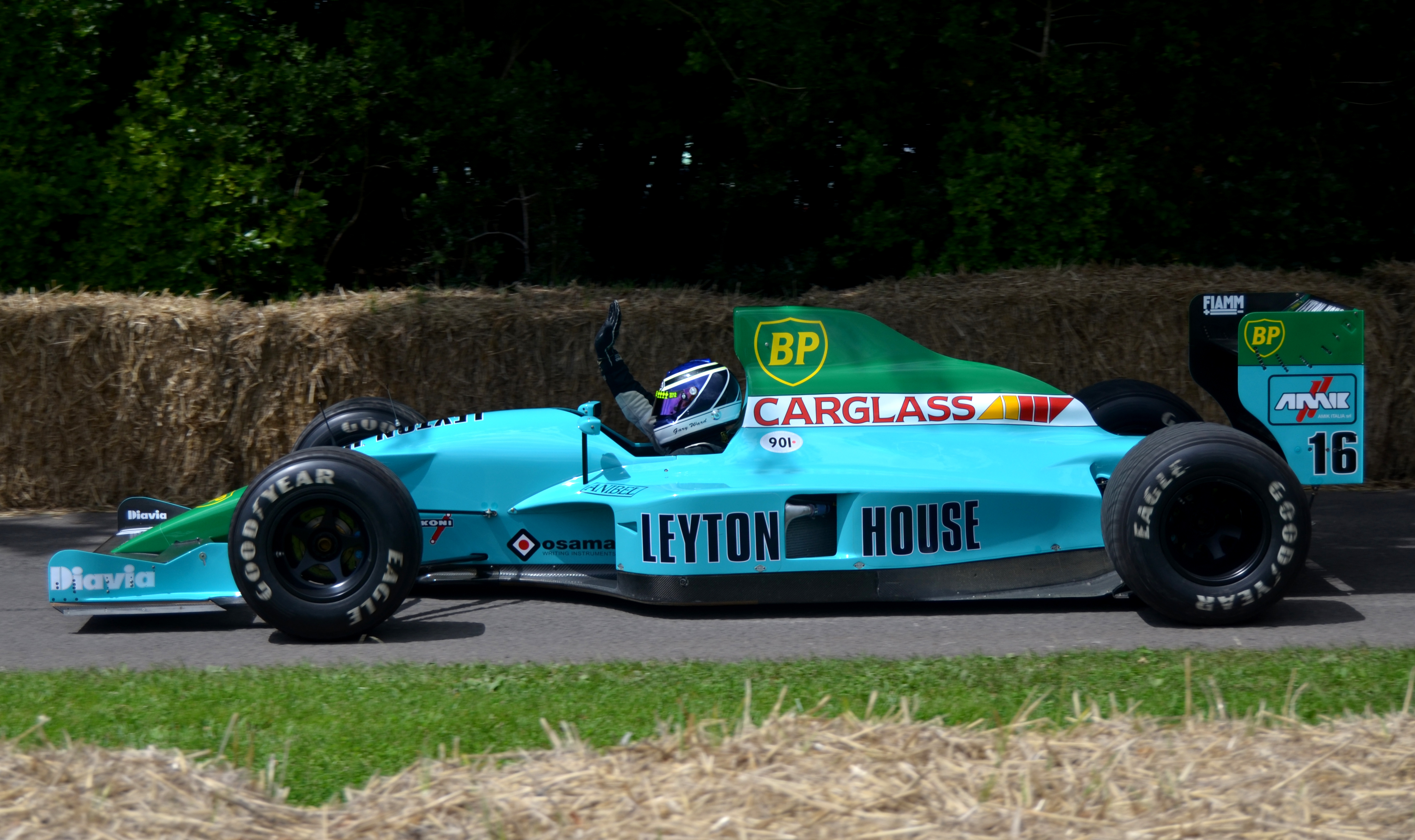
グッドウッド・フェスティバル・オブ・スピード 2012にて

CG901のパフォーマンスは非常に悪く、前年以上にサーキット特性により戦力が大幅に変化するほどエアロダイナミクスに対して非常に敏感な車であった。特に第2戦ブラジルGP（インテルラゴス）や第6戦メキシコGP（メキシコシティ）のような路面がバンピーなサーキットに対しては車のセッティングがまったく対応出来ずに2台そろって予選落ち（その内マウリシオ・グージェルミンは第4戦モナコGPと第5戦カナダGPを含めて4回予選落ち）している。
Bスペックが投入された第7戦フランスGP（ポール・リカール）では路面がフラットかつ風洞実験のデータが一致した事で、大胆なタイヤ無交換作戦を敢行し、他チームがタイヤ交換を行っている間にイヴァン・カペリとグージェルミンがワンツー体制を構築。カペリはレース終盤までトップを快走し、最終的にはフェラーリのアラン・プロストにパスされたものの、その後チェッカーを受け2位表彰台を獲得した。第8戦イギリスGPでもカペリはウィリアムズのティエリー・ブーツェンやマクラーレンのゲルハルト・ベルガーをオーバーテイクし、故障するまで3位を走行した。さらに第11戦ベルギーGPではグージェルミンが6位入賞を果たしている。しかしながら残る部分の性能は従来のままであり、チームはシーズンの残りを信頼性問題で悩まされた。
ニューウェイはBスペックの快走を見る前にチームから解雇され、ウィリアムズへ加入。翌年のウィリアムズ・FW14においてもレイトンハウス時代と同じく空力デザインを追求し、大きな成功を収めた。

## スペック
- クラッチ：AP / Hitco
- ブレーキキャリパー：SEP
- ブレーキディスク・パッド：カーボンインダストリー / ブレンボ
- スパークプラグ：チャンピオン

## F1における全成績
- コンストラクターズランキング7位。
- ドライバーズランキング10位：イヴァン・カペリ（予選最高位7位1回 決勝最高位2位1回）
- ドライバーズランキング18位：マウリシオ・グージェルミン（予選最高位10位1回 決勝最高位6位1回）

| 年   | マシン       | No. | ドライバー                 | 1   | 2   | 3   | 4   | 5   | 6   | 7   | 8   | 9   | 10  | 11  | 12  | 13  | 14  | 15  | 16  | ポイント | ランキング |
| ---- | ------------ | --- | -------------------------- | --- | --- | --- | --- | --- | --- | --- | --- | --- | --- | --- | --- | --- | --- | --- | --- | -------- | ---------- |
| 1990 | CG901 CG901B |     |                            | USA | BRA | SMR | MON | CAN | MEX | FRA | GBR | GER | HUN | BEL | ITA | POR | ESP | JPN | AUS | 7        | 7位        |
| 1990 | CG901 CG901B | 15  | マウリシオ・グージェルミン | 14  | DNQ | Ret | DNQ | DNQ | DNQ | Ret | DNS | Ret | 8   | 6   | Ret | 12  | 8   | Ret | Ret | 7        | 7位        |
| 1990 | CG901 CG901B | 16  | イヴァン・カペリ           | Ret | DNQ | Ret | Ret | 10  | DNQ | 2   | Ret | 7   | Ret | 7   | Ret | Ret | Ret | Ret | Ret | 7        | 7位        |

- 太字はポールポジション、斜字はファステストラップ、DNQは予選不通過。

## 参照
1. ↑  “1990 Leyton House CG901 Judd - Images, Specifications and Information”.   Ultimatecarpage.com (2009年10月5日). 2010年8月23日閲覧。
2. ↑  Smith, Damien (February-March 2013). “Hand of the Creator”. Road & Track 64 (6):  64-69.
3. ↑  From IMOLA 勢ぞろいした新兵器 '90マシン・トレンド LEYTON HOUSE グランプリ・エクスプレス '90サンマリノGP号 14頁 1990年月日発行